# Емори Тейт
Емори Андрю Тейт II е американски шахматист. Морис Ашли, първият чернокож гросмайстор, нарича Тейт „абсолютен първопроходец на афроамериканския шахмат“. Той е баща на кикбоксьора и интернет знаменитост Андрю Тейт.

## Биография
Тейт е роден в Чикаго, където баща му Емори Андрю Тейт старши е виден адвокат. Като дете се научава да играе шах. Служи във военновъздушните сили на САЩ (ВВС) като сержант, където езиковите му умения са играят важна роля. Неговият син разказва, че военните го научили на руски, а испански и немски език научил неусетно. Има три деца от английската си съпруга; след разпадането на брака им тя се връща в Обединеното Кралство заедно с децата. Най-големият му син, Андрю Тейт, е кикбоксьор и интернет знаменитост. Дъщеря му, Джанин Тейт Уеб, е адвокат в Съединените щати. На 17 октомври 2015 г. Тейт умира, след като внезапно колабира по време на турнир в Милпитас, Калифорния.

## Шахматна кариера
„Никога не съм го виждал да чете книги за шах, ама никога! Освен това мразеше шахматните компютри и не ги използваше. Просто сядаше и играеше“, разказва по-големият му син Андрю. Най-високият рейтинг на ФИДЕ на Тейт е 2413 от октомври 2006 г. Най-високият му рейтинг в USCF е 2499 в списъка от април 1997. Получава международната майсторска титла през 2007 г., след като печели третата си норма на Откритото първенство на света през 2006 г.
Тейт си спечелва репутацията на креативен и опасен тактик на шахматната верига в САЩ, където печели около 80 турнирни партии срещу гросмайстори. Тейт печели пет пъти шампионата по шахмат на въоръжените сили на САЩ. Шест пъти печели шампионата на щата Индиана, а през 2005 г. е приет в Залата на славата на шахмата на щата Индиана. През 2010 г. печели и щатския шампионат на Алабама. Друг ветеран от ВВС и шампион по шахмат на въоръжените сили на САЩ за 2003 г. Лерой Хил казва: „Всички играчи имаха улични имена. Това на Емори е „извънземен“ (Extraterrestrial), защото смятахме, че играта му е извън този свят.“